# 氨苄西林舒巴坦
氨苄西林舒巴坦（ampicillin/sulbactam）又称青霉烷砜氨苄青霉素，商品名有优立新、舒他西林、舒安西林等，是一种固定剂量的联合用药，由常见的青霉素衍生的抗生素（氨苄西林）与细菌β-内酰胺酶抑制剂（舒巴坦）组成；呈白色或类白色结晶性粉末，钠盐易溶于水。
其作用為氨苄西林与舒巴坦联合后，不仅保护氨苄西林免受酶的水解破坏，而且还扩大其抗菌谱，对金黄色葡萄球菌及多种阴性杆菌有强大的作用，且对脑膜炎球菌和淋球菌也有较强的抗菌活性。并可使敏感菌对氨苄西林的最低抑菌浓度下降而增效，还可使产酶菌株对氨苄西林恢复敏感。主要用于青霉素耐药菌引起的呼吸道、肝胆系统、泌尿道、皮肤软组织感染，对需氧菌和厌氧菌的混合感染，特别是腹腔和盆腔感染尤为有效。